# Вальдоррос
Вальдоррос (ісп. Valdorros) — муніципалітет в Іспанії, у складі автономної спільноти Кастилія-і-Леон, у провінції Бургос. Населення — 295 осіб (2010).
Муніципалітет розташований на відстані близько 200 км на північ від Мадрида, 19 км на південь від Бургоса.

## Демографія
Динаміка населення (INE ):